# Lucio Giulio Veilio Grato Giuliano
Lucio Giulio Veilio Grato Giuliano (latino: Lucius Iulius Vehilius Gratus Iulianus; ante 157 – 190 circa) è stato un politico e militare romano, amico dell'imperatore romano Commodo.

## Biografia
Il suo nome originario era Tito Giulio Giuliano (Titus Iulius Iulianus), ma fu in seguito adottato da un certo Lucius Vehilius Gratus. È stato suggerito che fosse originario di un'importante famiglia di Palmira, ma è più verosimile che fosse un cavaliere originario dell'Italia, se non di Roma stessa.

### Carriera militare

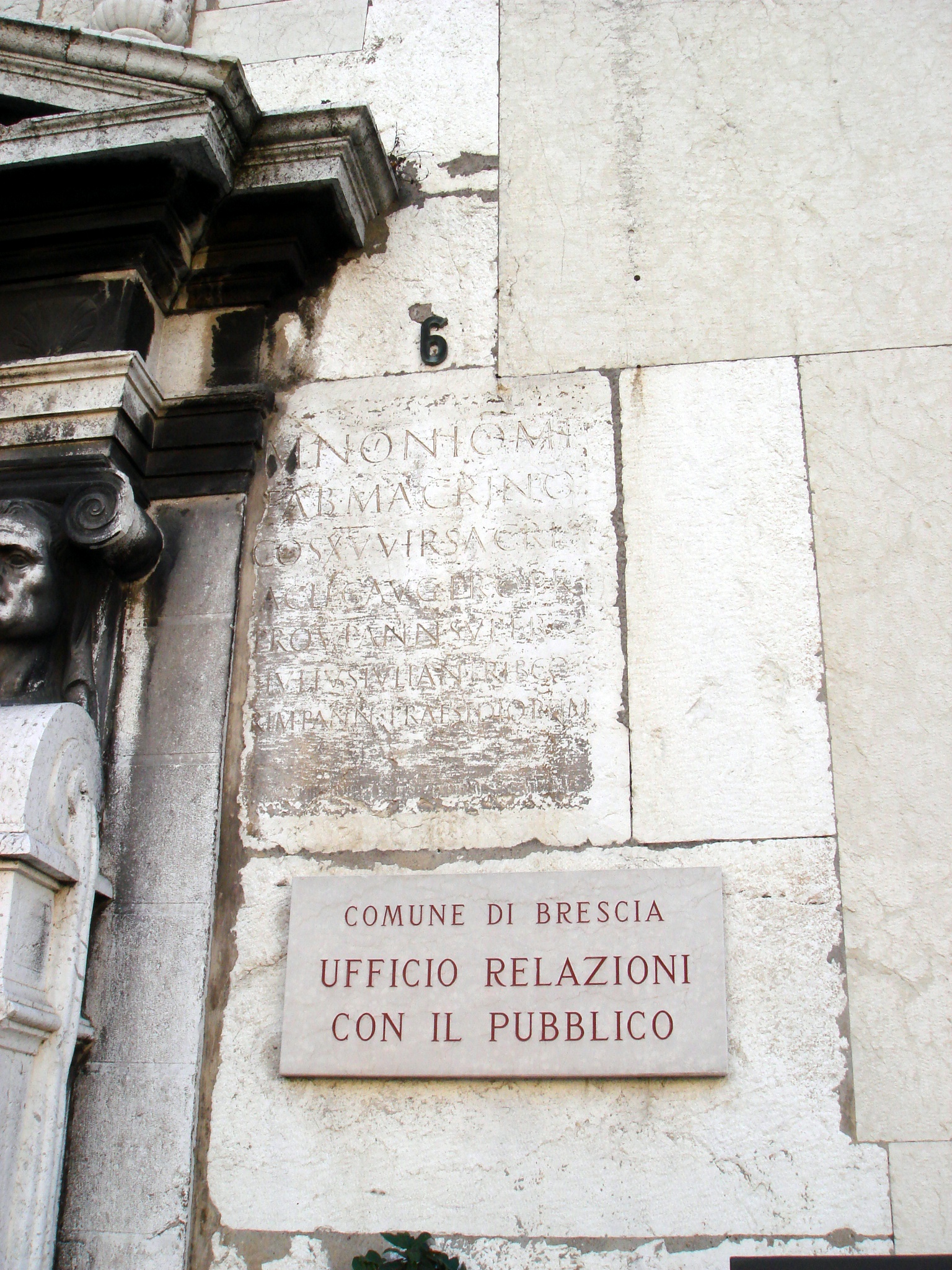
L'iscrizione, dedicata da Tito Giulio Giuliano al senatore bresciano Marco Nonio Macrino, console suffetto nel 154 e optimus praeses della provincia della Pannonia superiore, dove era stanziata la cohors I Ulpia Pannoniorum, comandata da Giuliano tra il 161 e il 163. Brescia, Piazza della Loggia.

La carriera militare di Giuliano ebbe probabilmente inizio tra il 157 e il 160 come praefectus della cohors III Augusta Thracorum, di stanza in Siria. Tra il 161 e il 163 fu il tribunus al comando della cohors I Ulpia Pannoniorum, di stanza a Flavia Solva, in Pannonia superiore; in questa veste appose a Brescia una dedica all'optimus praeses della sua provincia, il senatore bresciano Marco Nonio Macrino (console suffetto nel 154). Nell'ottobre del 167 era il praefectus comandante dell'ala Thracum Herculiana, un'unità di 500 cavalieri stanziata a Palmira. Il comando successivo, il quarto nella progressione del cursus riservato agli appartenenti all'ordine equestre, fu quello di praefectus dell'ala I Pannoniorum Tampiana Victrix, un'unità di mille cavalieri di stanza in Norico, ricoperto tra il 167 e il 168. Tra il 166 e il 180 fu per quattro volte al comando di vexillationes, unità distaccate da una legione allo scopo di compiere operazioni militari speciali, oltre a rivestire il ruolo di procurator Augusti con poteri e incarichi speciali. Fu in questo periodo che probabilmente fu impegnato nella difesa del limes contro Germani e Sarmati, operazione per la quale sarebbe stato insignito dei dona militaria dagli imperatori Antonino e Vero. Combatté contro i Costoboci che nel 170 avevano invaso i Balcani e nel 171 fu mandato nella penisola iberica a combattere i Mauri.
Il cursus di Giuliano subì un'accelerazione nel 173, quando divenne procurator Augusti e prefetto della classis Pontica; nel 175 circa, ancora come procurator Augusti, ebbe il comando di un distaccamento dell'esercito per un'operazione non meglio identificata. Nel 177 divenne procurator Augusti per la Lusitania e Vettonia; fu forse egli a che sedò la rivolta nella provincia scoppiata in quel periodo. Il passo successivo nella sua carriera fu quello di comandante di un raggruppamento speciale di unità militari durante una guerra non meglio identificata (alcuni studiosi suggeriscono che fu combattuta in Britannia, altri che si trattasse di un'altra guerra contro i Germani, tra il 178 e il 180). Ricoprì in seguito il ruolo di comandante delle flotte di Ravenna e poi Miseno.
Passò poi a ricoprire incarichi presso l'amministrazione imperiale, come a rationibus, una sorta di segretario generale dell'amministrazione finanziaria all'interno della cancelleria imperiale. Fu poi prefetto dell'annona e infine prefetto del pretorio (il 15 luglio 190 è attestato come unico prefetto del pretorio).
Secondo lo storico Cassio Dione, fu un grande amico dell'imperatore Commodo; cadde però in disgrazia e fu messo a morte dall'imperatore stesso, che ne decretò la damnatio memoriae.